# App.net
App.net — социальная сеть, свободная от рекламы, и платформа для создания приложений. Сервис микроблогинга Alpha, который входит в App.net, является связующим для остальных сервисов, написанных сторонними разработчиками, и центром управления профилем пользователя.

## История
Название «App.net» ранее принадлежало сервису для демонстрации приложений, но 13 июля 2012 г. компания Mexed Media Labs объявила, что сайт отныне будет площадкой для социальных сервисов. Alpha стал первым приложением платформы и по принципу работы напоминает Твиттер, но без рекламы и сопутствующих такой модели монетизации недостатков. Mixed Media Labs начали сбор средств на открытие платформы по схеме краудфандинга 13 июля 2012 г. и должны были собрать не менее 500,000$ от 10,000 доноров за 30 дней. Через месяц, 13 августа 2012 года, кампания завершилась, собрав 11,000 пожертвований на сумму 750,000$.
1 сентября 2012 г. App.net для разработчиков ввёл поддержку аннотаций для добавления дополнительных метаданных к постам в Alpha, что позволило нарастить функциональность приложений и сервисов, построенных на App.net. Через месяц, 1 октября, платформа запустила поощрительную программу для разработчиков: 20,000$ из специального фонда ежемесячно разделяются между авторами наиболее популярных приложений.
29 ноября 2012 г. App.net запустил систему приглашений: каждый пользователь мог дать возможность новому пользователю в течение одного месяца бесплатно пользоваться сервисом.
25 февраля 2013 г. App.net перешёл на бизнес-модель freemium. Ограничения бесплатно зарегистрированных учетных записей не позволяют читать более 40 пользователей Alpha одновременно и загружать файлы объемом больше 10 Мб каждый (из 2 Гб общего доступного пространства).
По состоянию на 19 июля 2013 г. в App.net зарегистрировано 133,000 пользователей, которые пишут примерно 45,000 постов в сутки.
14 марта 2017 года сервис закончил свою работу.